# Epirrhoe dissoluta
Epirrhoe dissoluta là một loài bướm đêm trong họ Geometridae.